# Толмачов, Андрей Игнатьевич
Андрей Игнатьевич Толмачов — русский служилый человек, городовой воевода (Каменного, Олешни) во времена правления царей Михаила Фёдоровича и Алексея Михайловича.

## Биография
Происходил из служилых людей города Рыльска. В 1629 году его отец, Игнатий Денисович Толмачов, служил городовую службу по Рыльску и имел оклад в 350 четий и 13 рублей. Начал служить городовую службу по Рыльску. Был в литовском походе, участвовал в Осаде Риги (1656). Вместе с князем Юрием Алексеевичем Долгоруковым был в битве под Верками, где сам захватил в плен гетмана польного литовского Винцента Гонсевского и привел в Москву. За это был пожалован придачей к поместному окладу в 50 четий и 10 рублей к жалованью, а также получил два сорока соболей ценой в 70 рублей и 400 ефимков. Из Москвы был отпущен в стрелецкие головы города Рыльска. Затем был сменен. 30 ноября 1669 года был выслан воеводой на Белгородскую черту в город Каменный. В этом городе у него случился конфликт со священником Преображенской церкви, который 1671 году объявил на него слово и дело государево, а затем подал челобитную из 14 пунктов в злоупотреблениях. Андрей Толмачов был вызван в Путивль и допрошен князем Михайлом Волконским. Проведено следствие и часть свидетелей признала небольшие злоупотребления и пьянство воеводы. Воевода был прощен. Летом 1672 года подал челобитную на должность воеводы в Олешню. 31 июля 1672 года был отпущен в Олешню на место прежнего воеводы Федора Неболсина. Занимал эту должность трижды: в 1672 и 1683 годах. Полюбился жителям и по их челобитным срок его правления был продлен до 3 лет.